# Józef Hajdasz
Józef Hajdasz (ur. 11 kwietnia 1941 w Rzeszowie, zm. 4 maja 2015 w Białymstoku) – polski perkusista, współzałożyciel grupy Breakout.

## Życiorys
Był członkiem zespołu bigbitowego Blackout, którego muzycy: Tadeusz Nalepa, Mira Kubasińska, Krzysztof Dłutowski oraz Janusz Zieliński stworzyli następnie w 1968 roku grupę Breakout. Razem z zespołem Breakout, Hajdasz nagrał między innymi w 1968 roku jego debiutancką płytę Na drugim brzegu tęczy, z której pochodziły takie przeboje jak „Gdybyś kochał, hej!” oraz „Poszłabym za tobą”. W kolejnych latach ukazały się jeszcze trzy płyty grupy z udziałem Hajdasza: 70a (1970), Blues (1971; z przebojem „Kiedy byłem małym chłopcem”) oraz Karate (1972). 
Po rozstaniu z grupą Breakout, Hajdasz udzielał się jako muzyk sesyjny, a w latach 80. XX wieku emigrował do USA, gdzie działał muzycznie w środowiskach polonijnych. W 2014 roku po powrocie do Polski wspólnie z dawnymi kolegami z zespołu Breakout wznowili działalność muzyczną pod nazwą OldBreakout.
Zmarł 4 maja 2015 roku w Białymstoku. Pochowany w Karpowiczach k. Suchowoli woj. podlaskie.